# Бессе-ан-Шом
Бессе́-ан-Шом (фр. Bessey-en-Chaume) — коммуна во Франции, находится в регионе Бургундия. Департамент коммуны — Кот-д’Ор. Входит в состав кантона Блиньи-сюр-Уш. Округ коммуны — Бон.
Код INSEE коммуны — 21065.

## Население
Население коммуны на 2010 год составляло 110 человек.
| 1962 | 1968 | 1975 | 1982 | 1990 | 1999 | 2010 |
| ---- | ---- | ---- | ---- | ---- | ---- | ---- |
| 98   | 99   | 82   | 79   | 87   | 98   | 110  |

## Экономика
В 2010 году среди 62 человек трудоспособного возраста (15—64 лет) 52 были экономически активными, 10 — неактивными (показатель активности — 83,9 %, в 1999 году было 74,5 %). Из 52 активных жителей работали 52 человека (30 мужчин и 22 женщины), безработных не было. Среди 10 неактивных 4 человека были учениками или студентами, 4 — пенсионерами, 2 были неактивными по другим причинам.